# 黃身副短鰕虎
黃身副短鰕虎（学名：Paragobiodon xanthosoma），又名黃副葉鰕虎魚，为鰕虎科副葉鰕虎魚屬下的一个种。